# Навагинский тоннель (Сочи)
Наваги́нский тонне́ль (Тоннель № 2, А-147) — автодорожный тоннель на Сочинской объездной дороге федеральной трассы Новороссийск-Сухум в Центральном районе города Сочи, Краснодарский край, Россия.

## Описание
Расположен в горном массиве-водоразделе (максимальная высота 204 м) рек Бзугу и Сочи в исторически сложившейся части города Сочи — Навагинка между микрорайонами Труда и Заречный.
Состоит из одного ствола с организацией двустороннего движения (по одной полосе в каждом направлении).
Длина тоннеля около 530 м.

## История
Построен в 2009 году Южной горностроительной компанией и Тоннельным отрядом 44.
Ввод в эксплуатацию был совершен 26 декабря 2009 года в составе 3-го участка Объездной дороги Сочи при участии премьер-министра России В. В. Путина.